# Omari Spellman
Omari Spellman (ur. 21 lipca 1997 w Cleveland) – amerykański koszykarz, występujący na pozycji silnego skrzydłowego.
W 2014 zdobył brązowy medal podczas turnieju Nike Global Challenge. Dwa lata później wystąpił w meczu gwiazd amerykańskich szkół średnich Jordan Brand Classic. 
7 lipca 2019 trafił w wyniku wymiany do Golden State Warriors.
6 lutego 2020 trafił w wyniku wymiany do Minnesoty Timberwolves. 24 listopada został wytransferowany do New York Knicks. 7 stycznia 2021 został zwolniony.

## Osiągnięcia
Stan na 11 stycznia 2021, na podstawie, o ile nie zaznaczono inaczej.
NCAA
- Mistrz:
  - NCAA (2018)
  - konferencji Big East (2018)
- Debiutant roku:
  - konferencji Big East (2018)
  - Philadelphia Big Five (2018)
- Zaliczony do I składu:
  - debiutantów Big East (2018)
  - turnieju NCAA East Region (2018)
- Debiutant tygodnia Big East (13.11.2017, 4.12.2017, 18.12.2017, 22.01.2018, 5.02.2018, 5.03.2018)